# Шерфбек, Хелена
Хелена Ше́рфбек (швед. Helene Schjerfbeck, псевдоним, урождённая Хе́лена София Ше́рфбек, Helena Sofia Schjerfbeck; 10 июля 1862, Гельсингфорс, Великое княжество Финляндское, Российская империя — 23 января 1946, Сальтшёбаден, Швеция) — финская художница шведского происхождения, представительница модерна и «золотого века» финского искусства периода 1880—1910 годов.

## Биография

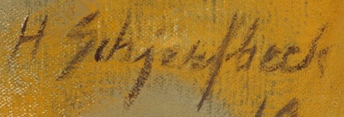
Подпись Хелены Шерфбек

Родилась 10 июля 1862 года в Гельсингфорсе, столице Великого княжества Финляндского Российской империи. Отец — Сванте Шерфбек (1833—1876), мать — Ольга Йоханна Принтц (1839—1923). Брат — Магнус Шерфбек (1860—1933), архитектор.
Начала заниматься живописью в одиннадцать лет в художественной школе при Финском обществе любителей искусства, где училась вместе с Хеленой Вестермарк и Элиной Даниельсон.
С 1880 года начала участвовать в выставках и вскоре завоевала признание. Получив стипендию от Сената Российской империи, училась в Париже, в Академии Коларосси.
С 1902 года вместе с матерью жила в Хювинкяа, где совершенствовала своё мастерство. В 1917 году в художественном салоне Стенмана в Хельсинки прошла первая персональная выставка художницы, имевшая большой успех у зрителей и критиков.
В 1925 году переехала в Таммисаари, где писала в основном натюрморты и перерабатывала свои старые работы. Часть её произведений этого периода выполнена в технике литографии, которую художница освоила в возрасте 75 лет.
В начале Зимней войны переехала в Тенала, где провела около года. В 1944 году уехала в Швецию, где и скончалась 23 января 1946 года в Сальтшёбадене.

## Творчество

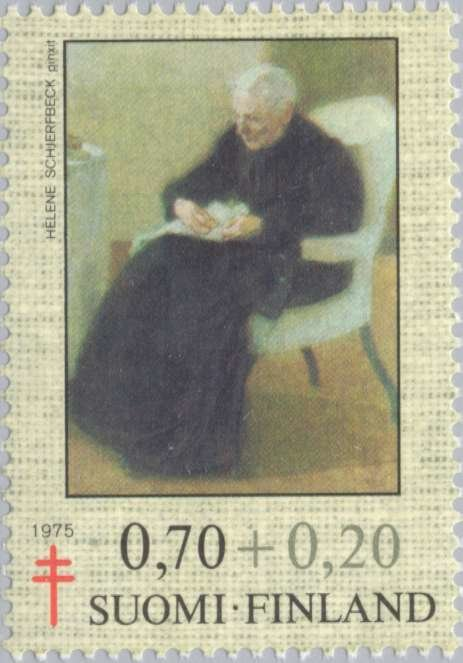
Картина Шерфбек на почтовой марке Финляндии, 1975 г.

Писала пейзажи, портреты, картины на исторические темы. Определённое влияние на творчество художницы оказали произведения Фёдора Достоевского, Марселя Пруста и Артюра Рембо. Являлась автором более тысячи произведений и была очень независимой в своём художественном творчестве. Не входившая в круг столичных мастеров, художница создавала произведения, поражавшие как критиков, так и ценителей искусства. Умела мастерски обновлять свою манеру художественного письма от академического реализма (конец 1880-х годов) до экспрессионизма и модернизма (1940-е годы).

## Интересные факты
- 5 октября 2012 года Финляндия эмитировала памятную биметаллическую монету достоинством в 2 евро, посвящённую 150-летнему юбилею со дня рождения художницы[9].
- С 1 июня по 14 октября 2012 года в Хельсинки в здании Атенеума прошла самая крупномасштабная выставка работ художницы, на которой было представлено около 400 произведений.
- 7 июня 2017 года картина художницы «Мой отец» («Isäni») была продана на аукционе Sotheby’s в Лондоне за 212 500 фунтов (244 тысячи евро)[10].

## Галерея

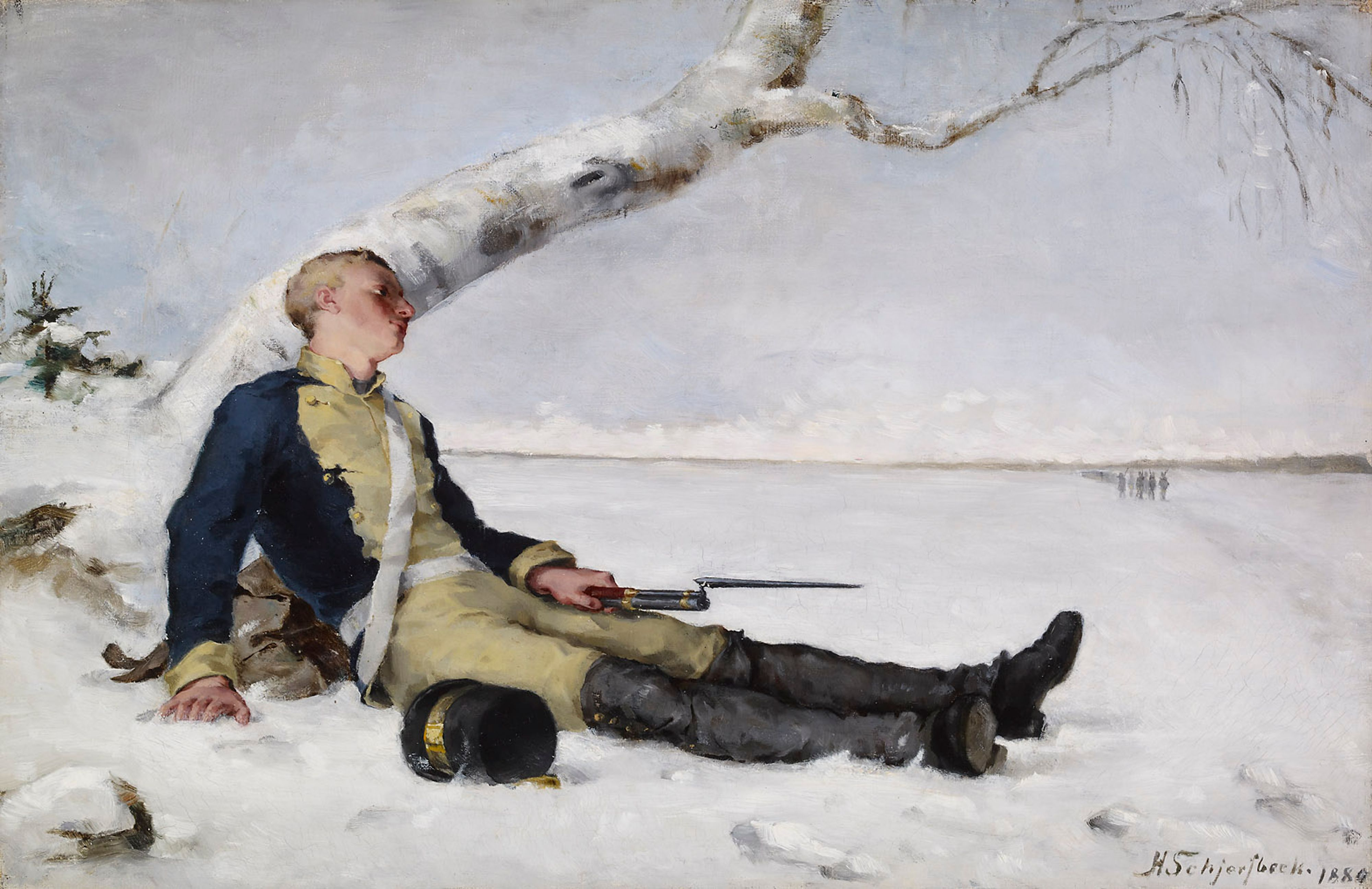
Раненый солдат на снегу, 1880
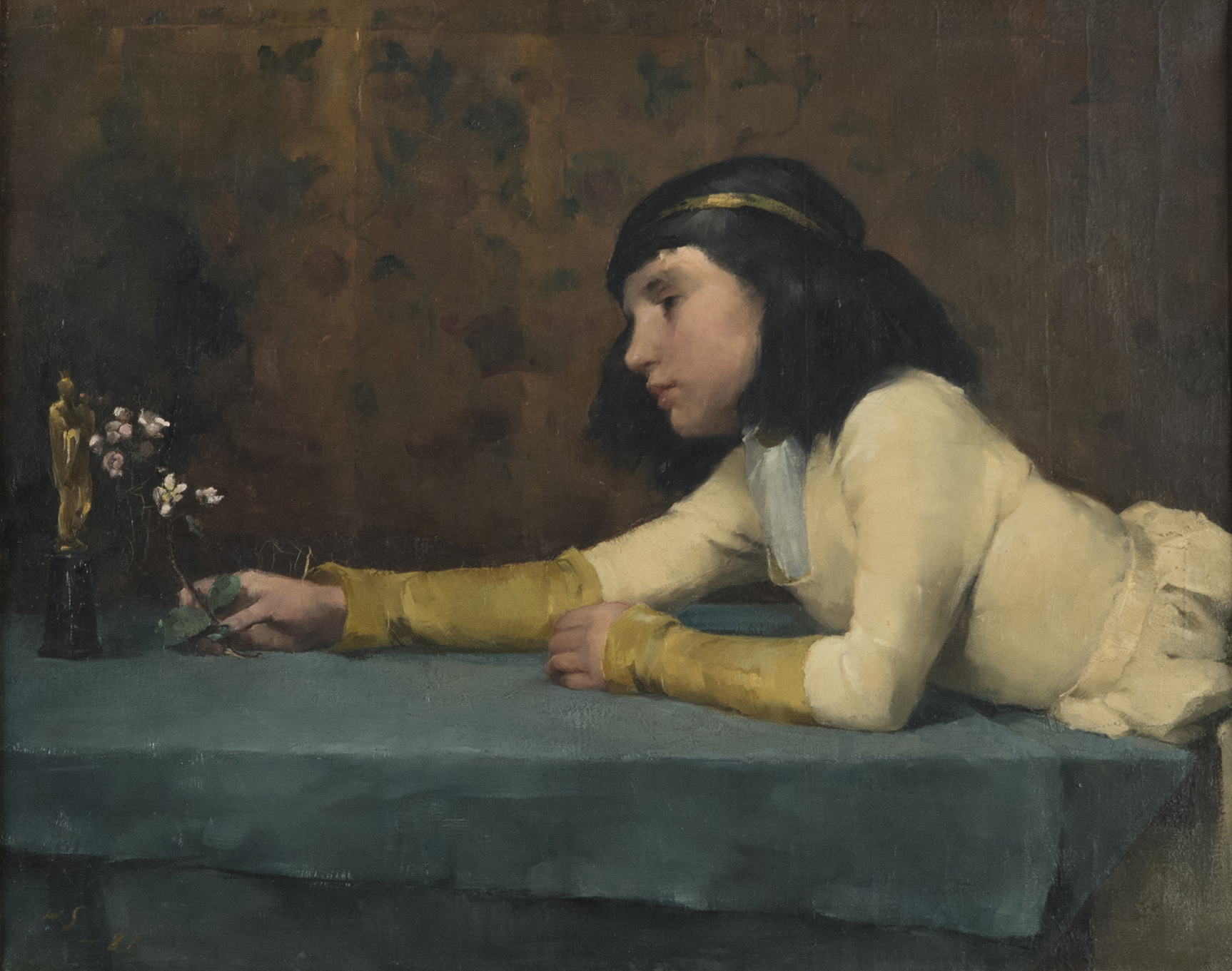
Девочка и Мадонна, 1881
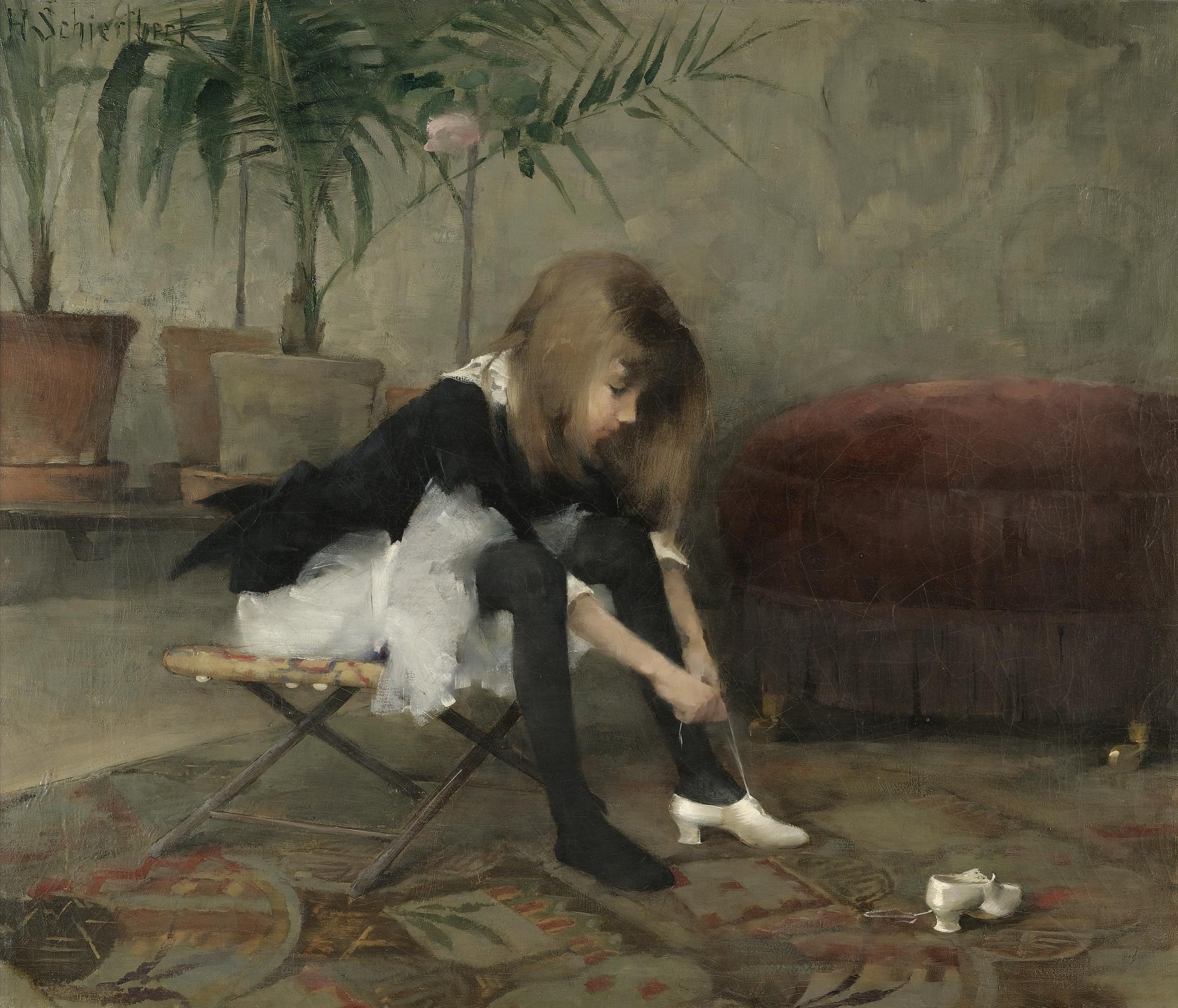
Туфли для танцев, 1882
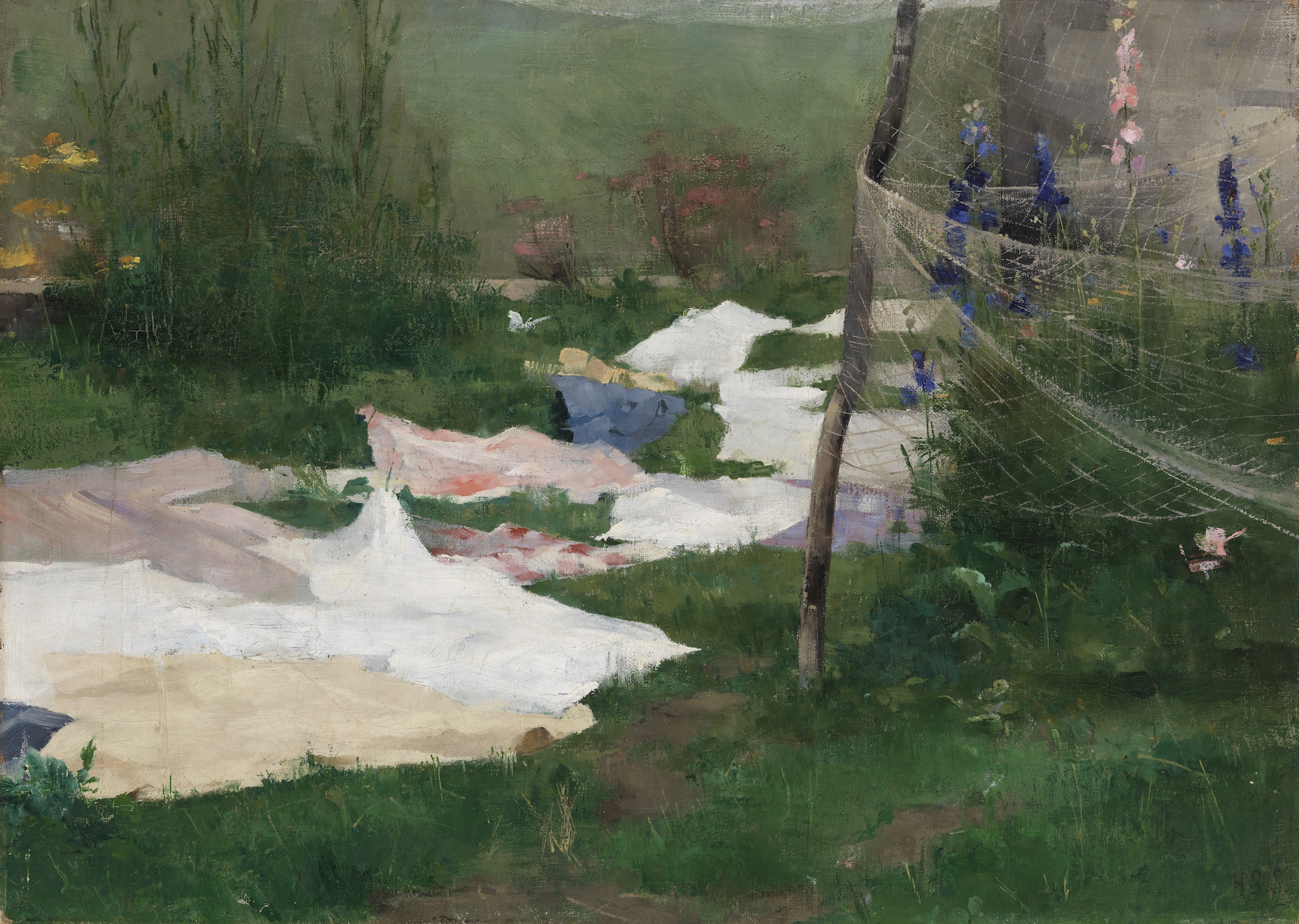
Сушка белья, 1883
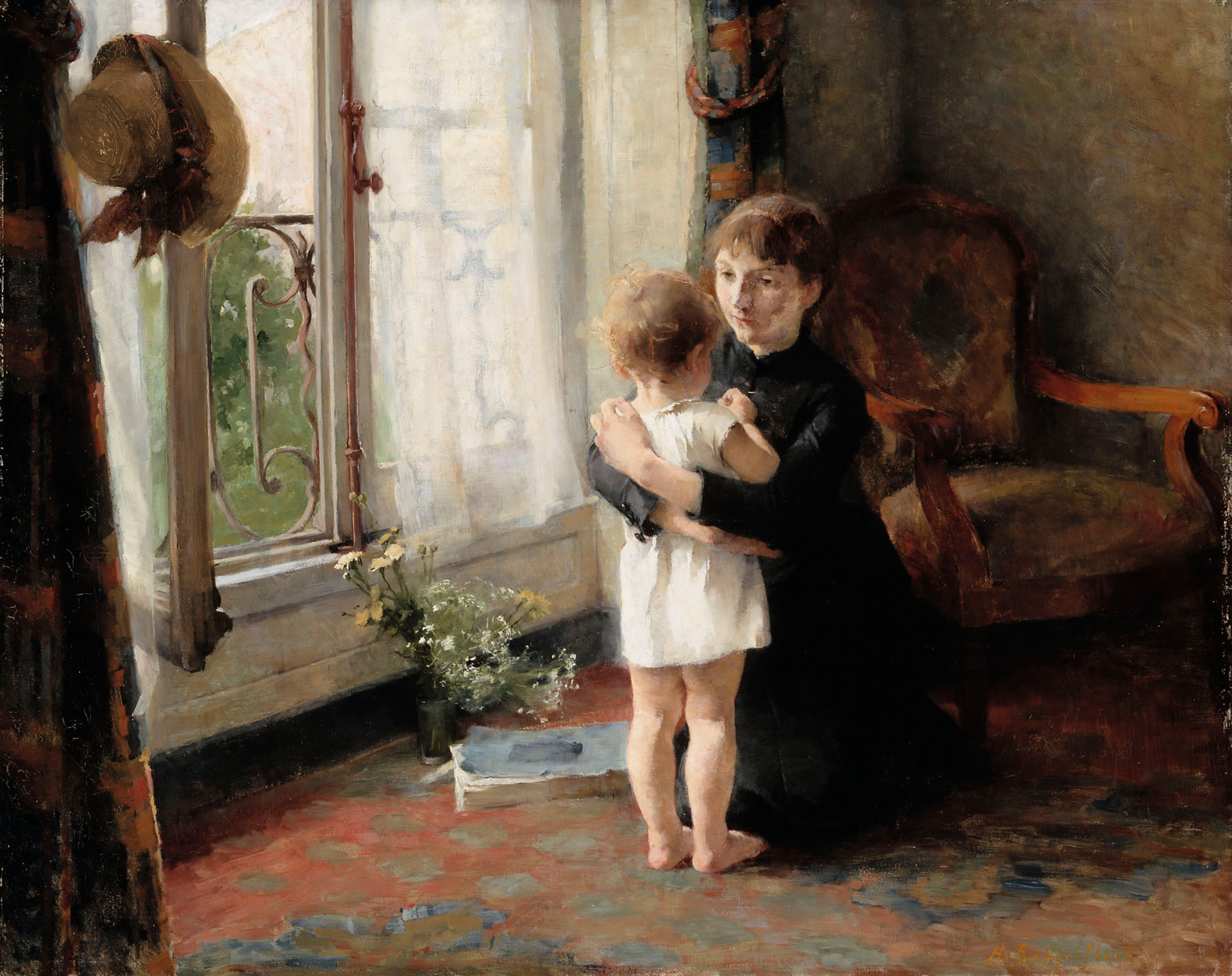
Мать и дитя, 1887
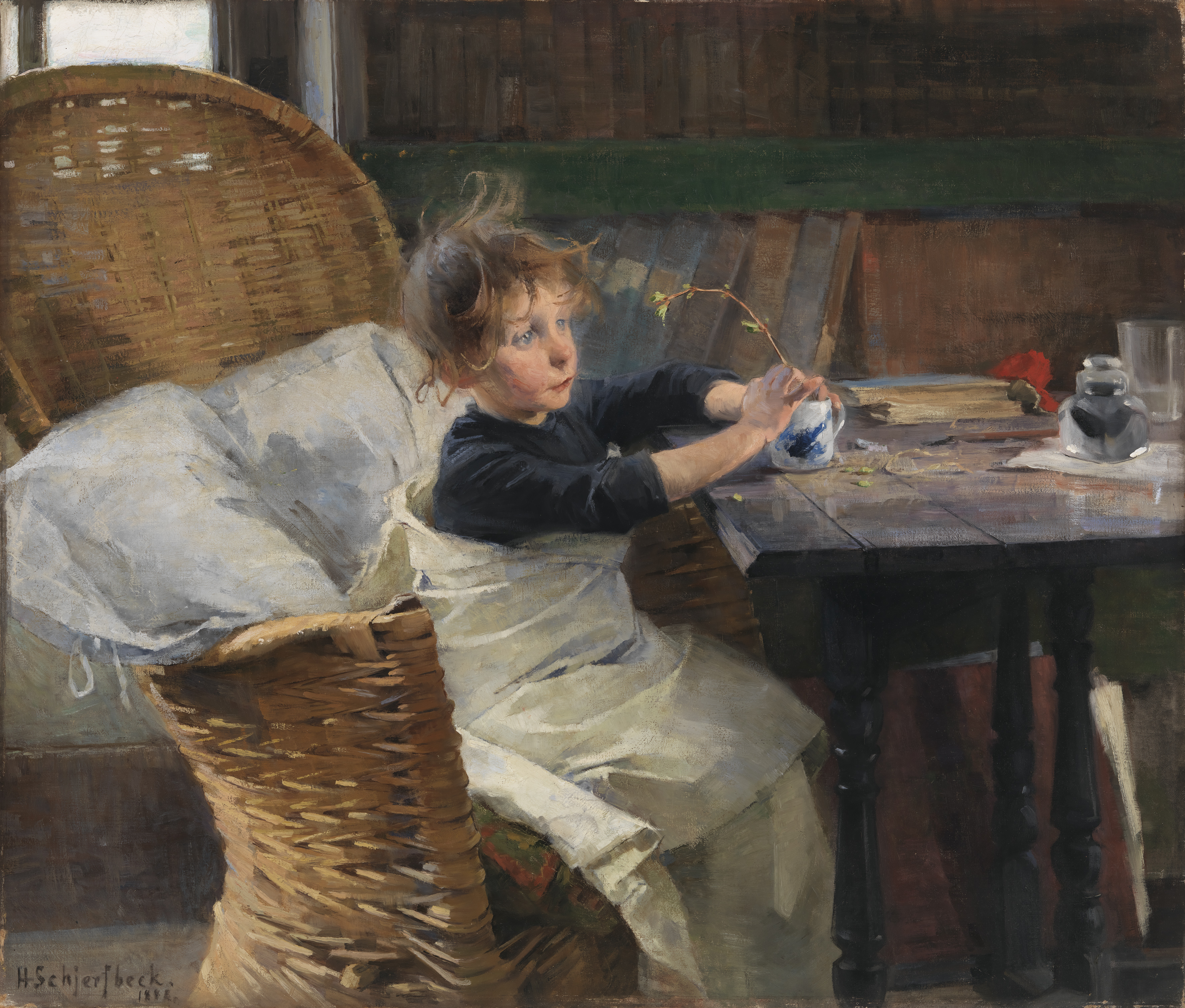
Выздоравливающий ребёнок, 1888
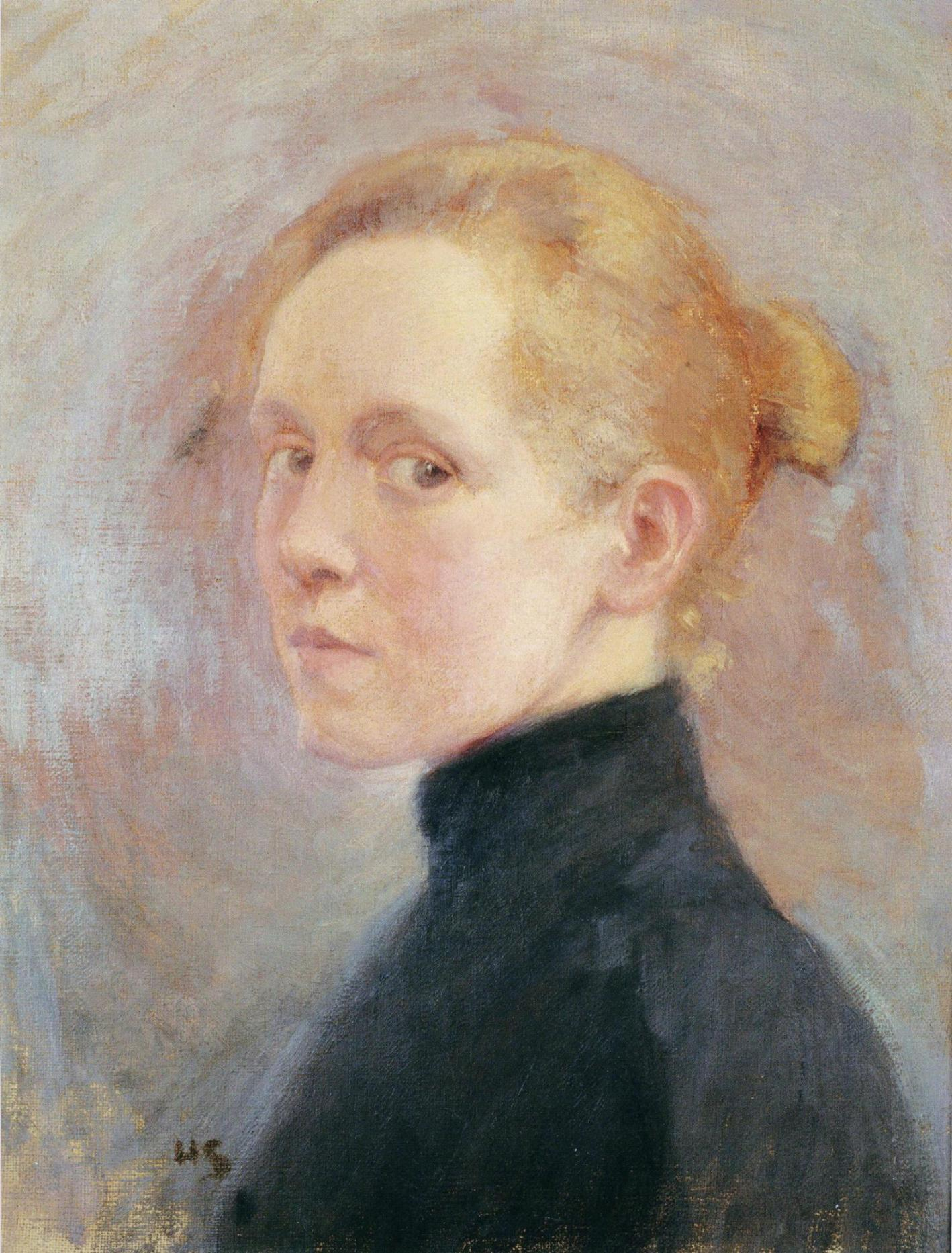
Автопортрет, 1895
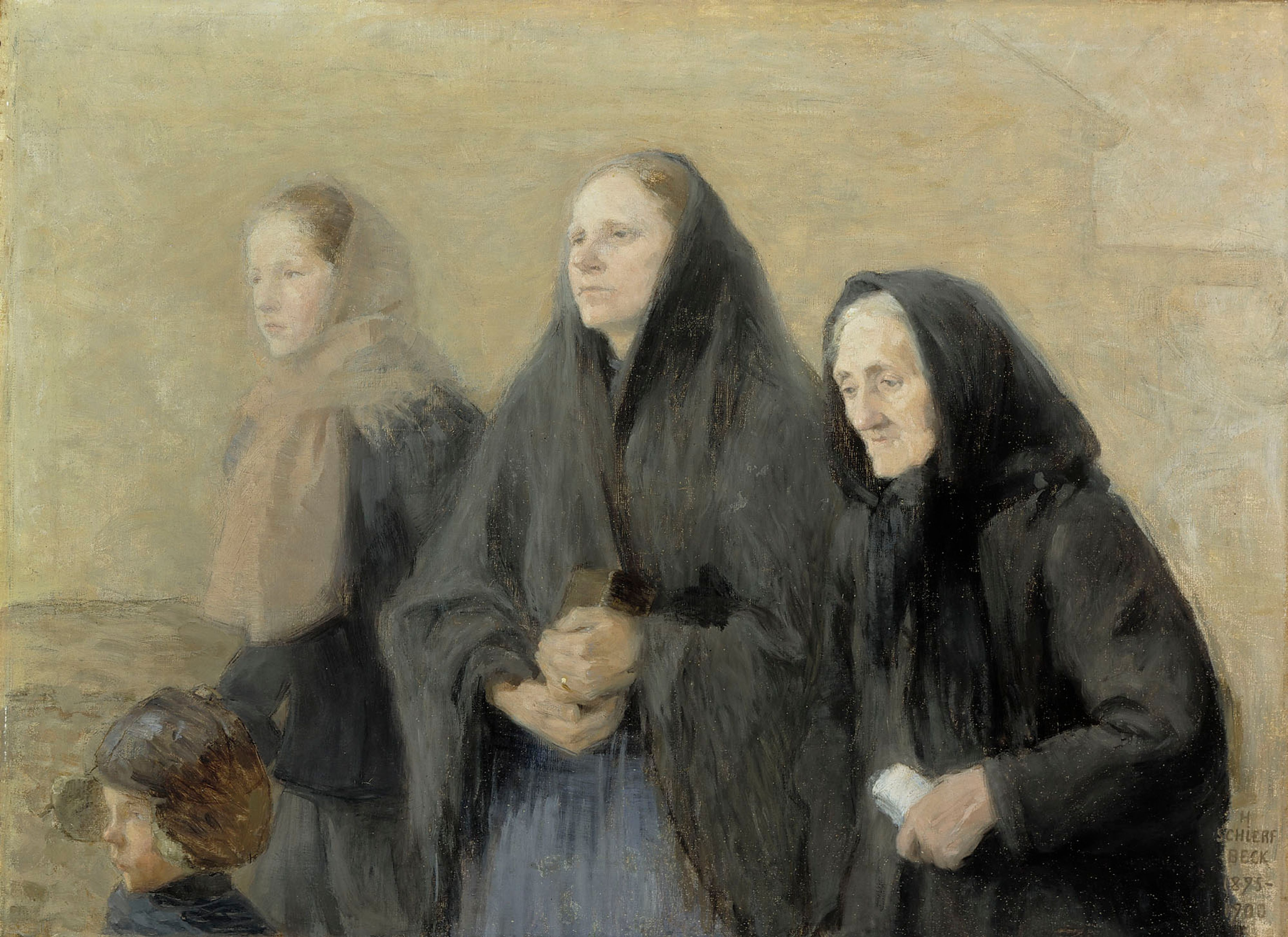
Прихожанки, 1900
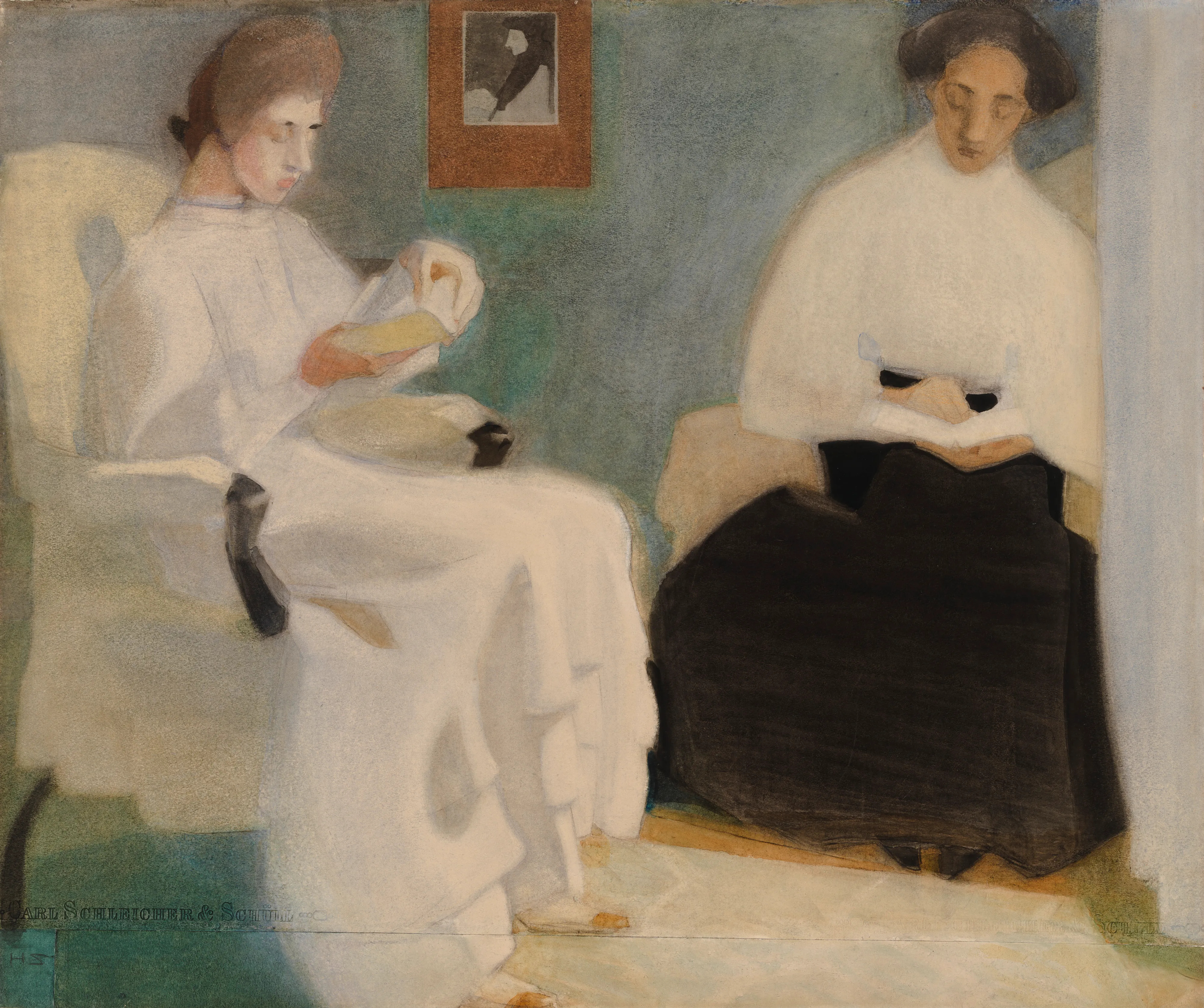
Девушки за чтением, 1907
Девочка с синей лентой, 1943
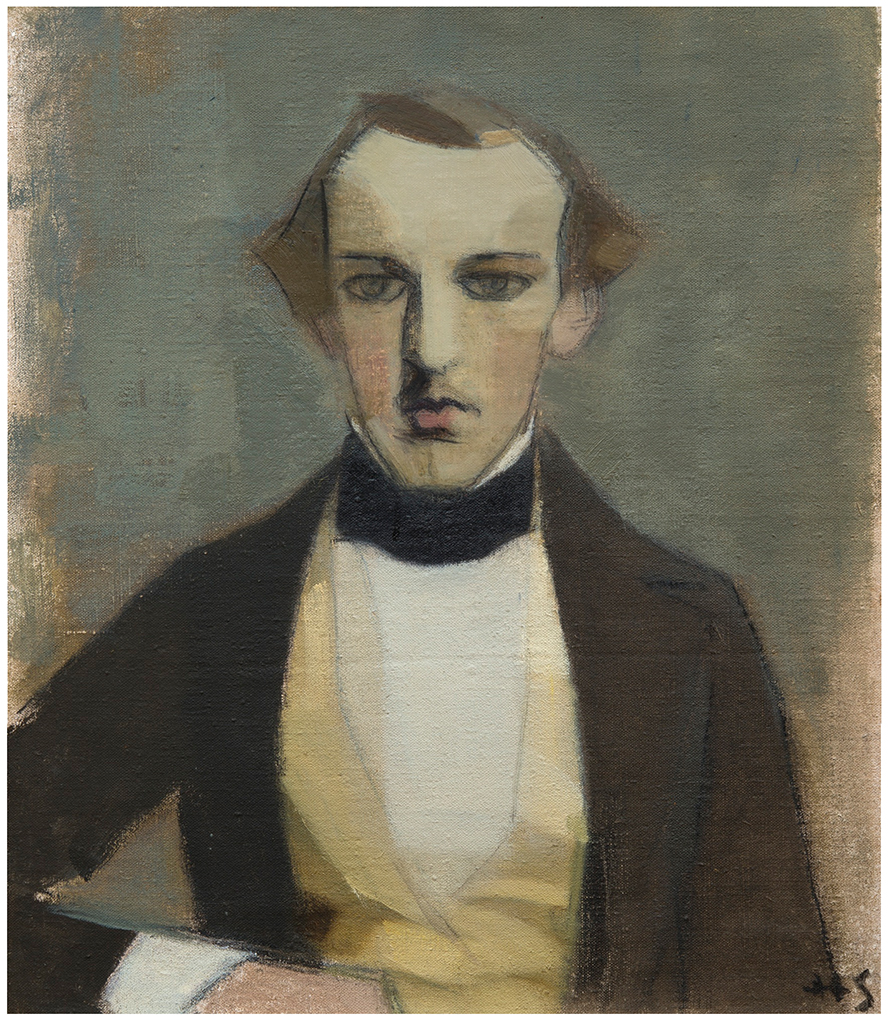
Мой отец, 1943